# Australopyge
Australopyge – rodzaj stawonogów z wymarłej gromady trylobitów, z rzędu Asaphida. Żył w okresie wczesnego ordowiku.
Trylobity znane z pygidium, a w przypadku jednego z gatunków także tułowia. Pygidium cechowała wielosegmentowa budowa, szeroko wypukła tylna krawędź i kilka par kolców bocznych. Nie występowały na nim kolce tylne. Tułów miał szerokie rachis i pleury zakończone krótkimi kolcami.
Rodzaj ten opisany został w 1957 roku przez Horacia Harringtona i Armanda Leanzę. Należą doń dwa gatunki opisane na podstawie skamieniałości pochodzących z piętra arenigu, odnalezionych na terenie Argentyny:
- Australopyge acanthura Harrington et Leanza, 1957 – miał pygidium w zarysie prawie owalne i z siedmioma dobrze zaznaczonymi żeberkami w polach pleuralnych.
- Australopyge russoi Harrington et Leanza, 1957 – miał pygidium w zarysie paraboliczne, z szerszym rachis i słabiej zaznaczonymi żeberkami.